# 1927年の相撲
1927年の相撲（1927ねんのすもう）は、1927年の相撲関係のできごとについて述べる。
1926年-1927年-1928年

## できごと
- 1月5日 - 大坂相撲協会が解散し、大日本相撲協会に合流。
- 5月、新大関・常陸岩が誕生[1]。
- 10月、新大関・小野川が誕生。元大関・太刀光が引退[2]。

## 本場所
- 1月場所
  - 幕内最高優勝：宮城山福松（高田川部屋） - 10勝1敗（初優勝）[3]
- 3月場所
  - 幕内最高優勝：常ノ花寛市（出羽海部屋） - 10勝1敗（3場所ぶり4回目）[3]
- 5月場所
  - 幕内最高優勝：常ノ花寛市（出羽海部屋） - 10勝1敗（2場所連続5回目）[3]
- 10月場所
  - 幕内最高優勝：常ノ花寛市（出羽海部屋） - 10勝1敗（3場所連続6回目）[3]

## 誕生
- 1月7日 - 鳳龍一雄（最高位：十両5枚目、所属：立浪部屋、+ 1959年【昭和34年】）
- 1月7日 - 黒田山昭二（最高位：十両14枚目、所属：立浪部屋）
- 2月1日 - 大瀬川半五郎（最高位：前頭6枚目、所属：伊勢ヶ濱部屋→荒磯部屋→伊勢ヶ濱部屋、+ 没年不詳）[4]
- 2月18日 - 大龍志郎（最高位：前頭19枚目、所属：二所ノ関部屋→湊川部屋→二所ノ関部屋）[5]
- 2月23日 - 若國一男（最高位：十両11枚目、所属：伊勢ヶ濱部屋→荒磯部屋、+ 1989年【昭和64年】）
- 3月30日 - 大日山廣司（最高位：十両11枚目、所属：双葉山道場→時津風部屋）
- 5月21日 - 二所錦照生（最高位：十両13枚目、所属：二所ノ関部屋）
- 5月30日 - 宮錦浩（最高位：小結、所属：芝田山部屋→高田川部屋→高砂部屋、+ 1992年【平成4年】）[6]
- 6月2日 - 七瀬川秀雄（最高位：十両10枚目、所属：時津風部屋）
- 9月24日 - 大晃定行（最高位：小結、所属：出羽海部屋、+ 1996年【平成8年】）[7]
- 9月29日 - 瀧見山延雄（最高位：十両4枚目、所属：二所ノ関部屋）
- 10月10日 - 琴ヶ濵貞雄（最高位：大関、所属：二所ノ関部屋→佐渡ヶ嶽部屋、+ 1981年【昭和56年】）[7]
- 10月18日 - 七ッ海操（最高位：前頭12枚目、所属：立浪部屋、+ 1994年【平成6年】）[8]
- 10月22日 - 26代式守伊之助（元・立行司、所属：春日野部屋、+ 1994年【平成6年】）[9]
- 10月25日 - 三郎（元・一等呼出、所属：花籠部屋→放駒部屋、+ 2021年【令和3年】）
- 11月19日 - 吉田川清四郎（最高位：前頭13枚目、所属：音羽山部屋→双葉山道場→時津風部屋）[7]

## 死去
- 1月7日 - 九州山十郎（最高位：大関、所属：出羽ノ海部屋→入間川部屋、年寄：稲川、* 1889年【明治22年】）[10]
- 5月16日 - 八嶌山平八郎（最高位：前頭2枚目、所属：井筒部屋、年寄：浅香山、* 1874年【明治7年】）[11]
- 5月24日 - 鬼風一男（最高位：前頭7枚目格付出（大阪大関）（現役没）、所属：出羽海部屋、* 1899年【明治32年】）[1]
- 9月2日 - 2代梅ヶ谷藤太郎（第20代横綱、所属：雷部屋、年寄：雷、* 1878年【明治11年】）[12]
- 9月15日 - 小常陸由太郎（最高位：関脇、所属：出羽ノ海部屋、年寄：秀ノ山、* 1886年【明治19年】）[13]
- 10月27日 - 綾浪源鋭（最高位：関脇、所属：追手風部屋→高砂部屋→追手風部屋、年寄：湊川、* 1881年【明治14年】）[14]